# Labroides
Labroides is een geslacht van straalvinnige vissen uit de familie van lipvissen (Labridae). Het geslacht is voor het eerst wetenschappelijk beschreven in 1851 door Bleeker.

## Soorten
De volgende soorten zijn bij het geslacht ingedeeld:
- Labroides bicolor (Fowler & Bean, 1928)
- Labroides dimidiatus (Valenciennes, 1839) – Gewone poetslipvis
- Labroides pectoralis (Randall & Springer, 1975)
- Labroides phthirophagus (Randall, 1958)
- Labroides rubrolabiatus (Randall, 1958)